# Frédéric Gadmer
Frédéric Gadmer est un photographe militaire né le 3 décembre 1878 à Saint-Quentin et mort le 10 octobre 1954 à Paris. Il effectue plusieurs expéditions au début du XXe siècle et réalise de nombreuses images de terrains.

## Biographie

### Enfance et débuts
Frédéric Gadmer est né le 3 décembre 1878 à Saint-Quentin. Il grandit dans une famille protestante. Son père est pâtissier-confiseur. Sa famille s’installe à Paris au début du XXe siècle. De 1898 à 1902, il effectue son service militaire puis travaille pour une société d’héliogravure à Paris.

### Carrière
Avant sa mobilisation, il effectue plusieurs voyages à Cologne, Francfort, Anvers, Madrid, Biskra, Alexandrie, Istanbul, Fez, Beyrouth, et en Syrie. 
En 1914, il devient opérateur à la section photographique de l’armée dès sa création en 1915. En juillet 1915, membre du corps expéditionnaire d’Orient, il réalise diverses missions photographiques en France et à Salonique, avant de partir pour le Cameroun où il reste un an et demi.
En décembre 1916, après l'expulsion en début d'année des colons allemands du Cameroun, il explore le pays à partir de Douala. Il réalise près de 1 000 clichés du Sud au Nord du Cameroun.
À la fin de la Première Guerre mondiale, il entre au service du banquier d’Albert Kahn, pour lequel il effectue des missions dans le cadre des Archives de la Planète. En 1920, il réalise des photos des plusieurs rues de Paris, et également de champ de batailles de la première guerre mondiale comme ceux des combats du Bois-le-Prêtre. Devenu caméraman, il voyage en Palestine, en Perse, en Irak, en Afghanistan, au Maghreb, au Dahomey en Allemagne, en Suisse, en Belgique et en France avec l’exposition coloniale de 1931.
La faillite d'Albert Kahn met fin à ses missions pour les Archives de la Planète,. Il collabore ensuite avec l’entreprise de cartes postales Yvon.

### Vie privée
Demeuré célibataire, Frédéric Gadmer meurt à Paris le 10 octobre 1954. Il lègue tous ses biens à l’Armée du salut. Il est décrit comme « taciturne », « impénétrable », « solitaire », « sérieux ». Il parle peu de lui.

## Photothèque
Ses photos sont consultables sur la Médiathèque de l'Architecture et du Patrimoine. Certaines sont en couleurs,,.

### Galerie de photographies d'expéditions

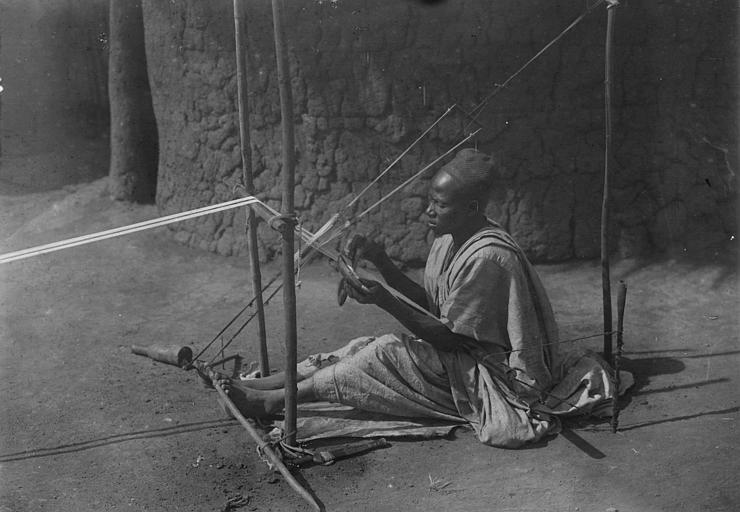
Tisseurs à Ngaoundéré.
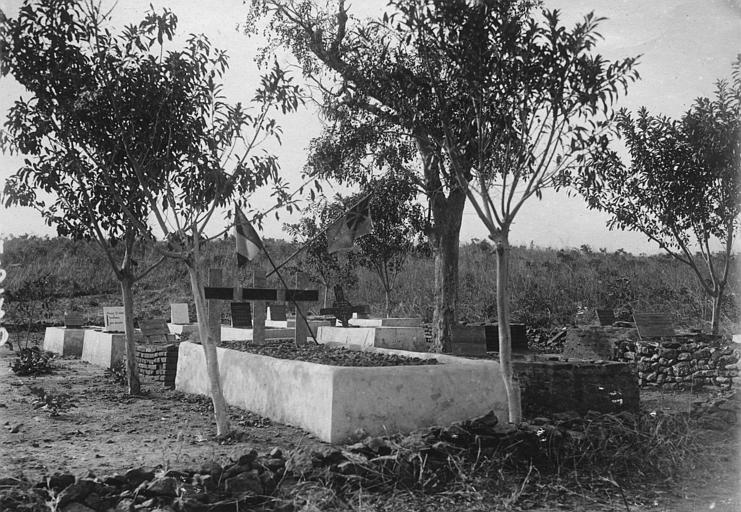
Cimetière européen à Garoua.
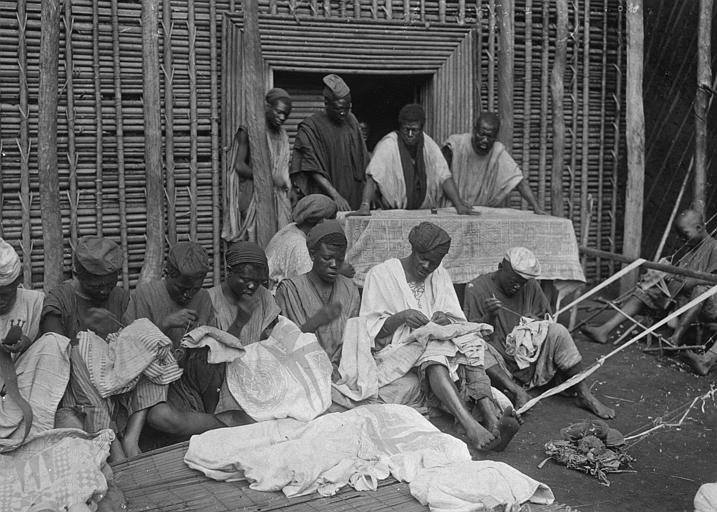
Brodeurs à Foumban.
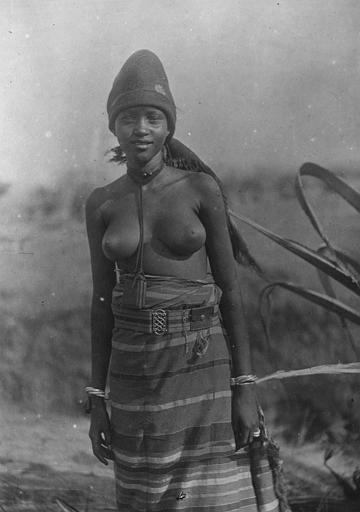
Femme Foulbé.
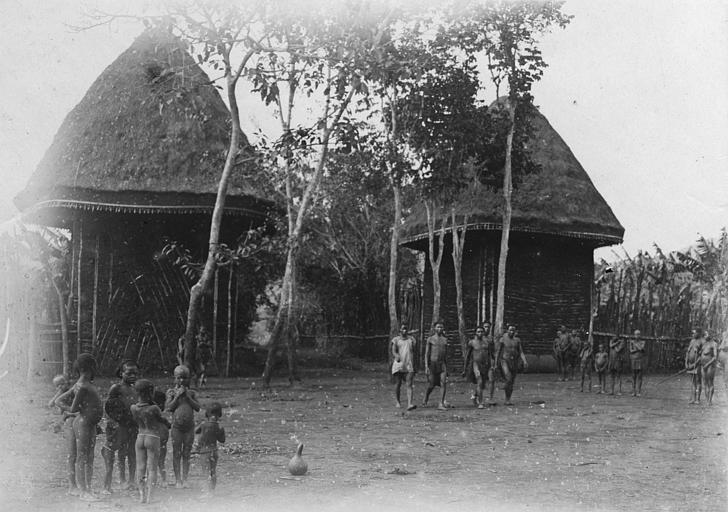
Entrée d'un village grassfields - Bana.